# Мартыновский клад

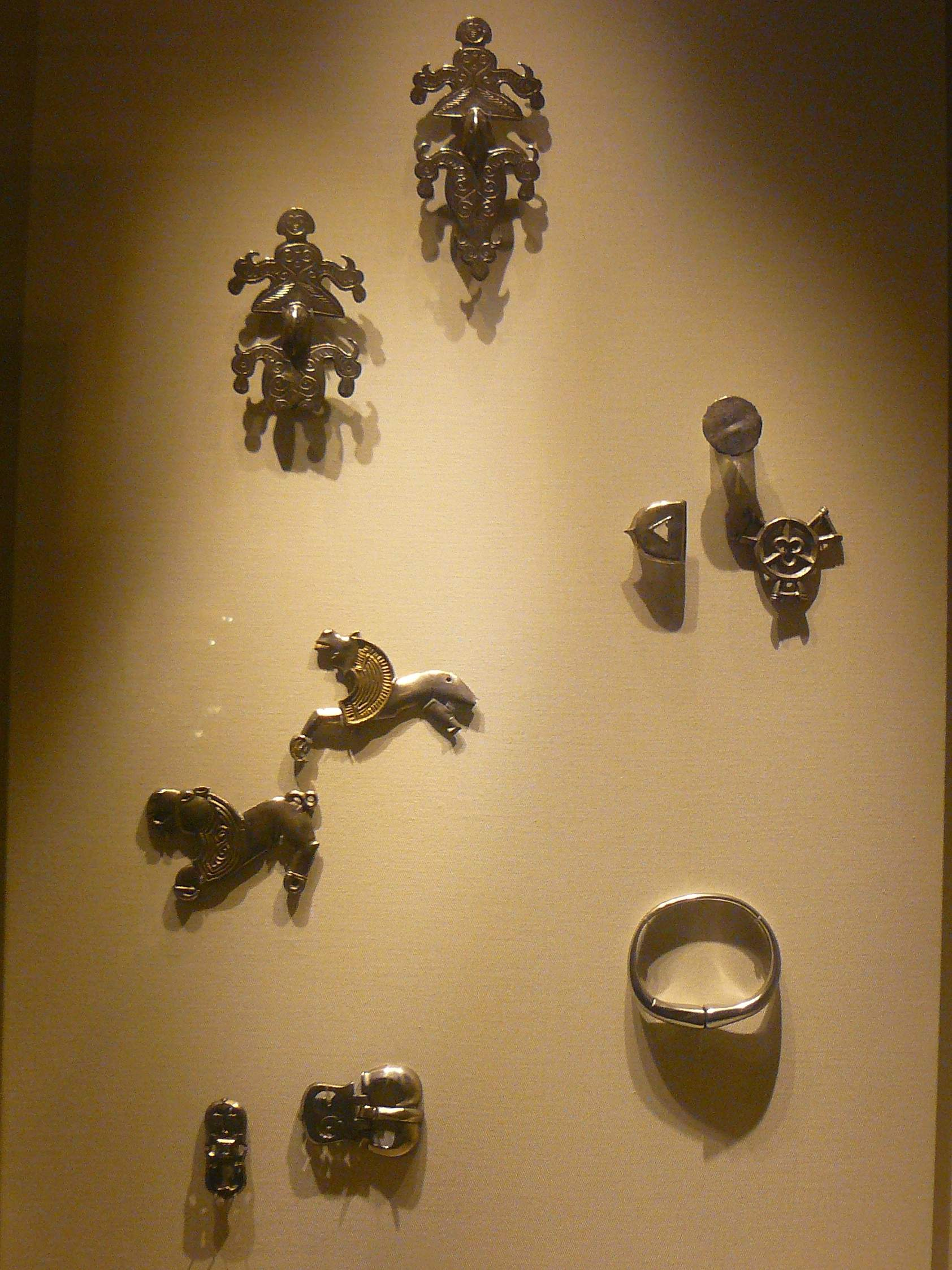
Часть Мартыновского клада (550—650 годы н. э.). Британский музей, Лондон

Марты́новский кла́д — клад из около 120 изделий из серебра, найденный в 1909 году в селе Мартыновка Черкасской области Украины (район Поднепровья). В настоящее время клад хранится в Музее исторических драгоценностей Киево-Печерской лавры.
Сокровище датируется VI—VII веками нашей эры.
Существует несколько версий о культурной принадлежности находок. Чаще всего их связывают с пеньковской археологической культурой, которая представляет антов.
Известно более 20 таких кладов в Среднем Поднепровье и в верховьях Северского Донца.
В маргинальных кругах клад популярен среди уфологов, которые видят в серебряных фигурках изображения инопланетян.

## Состав клада
Среди около 120 предметов сокровища выделяются следующие: четыре антропоморфные фигурки «пляшущих человечков», пять зооморфных фигурок, три пальцевые фибулы, шесть браслетов, налобные венчики, серьги, височные кольца, шейная гривна, поясные бляшки, накладки, наушь со шлема, наконечники, навершия ремней, обломок тарелки, две серебряные чаши, ложка для евхаристии с клеймами византийских мастеров.
Материал изделий — серебро 400—900 пробы разного происхождения. Наибольший художественный интерес представляют серебряные фигурки людей и животных, выполненные в специфическом стиле. В нём некоторые исследователи видят влияния гуннов, болгар, аваров. Археолог О. А. Щеглова обосновывает европейские истоки мартыновских фигурок:
...мастера, создававшие фигурки мартыновского типа, образующие симметричную композицию «человек в окружении фантастических коней-львов», были знакомы с европейской традицией изображения сюжета «Даниил со львами» и заимствовали образы и формы своих изделий из произведений декоративно-прикладного искусства византийской периферии, которые иногда проникали на территорию Восточной Европы, а также из достаточно унифицированной европейской раннесредневековой воинской субкультуры. Потребность в подобных композициях и образах, по-видимому, формировалась в среде складывающейся дружинной верхушки населения Поднепровья VII в., которой, в том числе, принадлежали «антские клады». Трудно сказать, насколько осознанным был заказ на воспроизведение христианской символики. Но несомненно стремление влиться в общее русло провинциально-византийской традиции, с её костюмом, вооружением и набором характерных образов в декоративно-прикладном искусстве.

## Похожие памятники
Харьевский клад — другой такой клад той эпохи. Пастырское городище тоже сопоставимо с ними.
Позднейшие вещи Мартыновского клада датируются около 625—675 годов. Массовое сокрытие кладов указывает на разгром социального объединения, с которым они были связаны. Это могло быть результатом нападения протоболгар или хазар.
Другие исследователи указывают на экспансию носителей традиций Пражской культуры, что могло создать памятники типа Сахновки и Волынцева. Роменская культура возможно сложилась на базе таких поселений.